# Venomverse
Venomverse — сюжетна арка 2017 року у всесвіті Marvel, головним персонажем якої виступив Веном. Однойменний комікс написав Каллен Банн і намалював Ібан Каелло.

## Історія публікацій
У 2016 році Marvel Comics видала комікс Venom, де головним героєм став новий носій позаземного симбіонта Венома — Лі Прайс. Пізніше, у випуску #6, за численними проханнями читачів повернувся Едді Брок (оригінальний Веном). Незадовго після цього повернення запустився і комікс Edge of Venomverse з Веномом у якості центрального героя та альтернативними версіями персонажів Marvel, зараженими цим симбіонтом. Сам Venomverse вийшов уже після завершення видання Edge of Venomverse та був написаний письменником Калленом Банном і намальований Ібаном Каелло. Раніше вони разом працювали над Deadpool & the Mercs for Money. Редактор Девін Льюїс описав цю сюжетну арку як "найбільшу історію Венома усіх часів" та заявив, що вона має на меті зробити персонажа важливим для всього всесвіту Marvel. Банн зазначив, що другорядні герої були обрані як зовсім несподівані носії симбіонтів. Льюїс виокремив Дедпула, а Каллен Банн уподобав собі Єнота Ракету.
Серія коміксів також представила нову позаземну расу — пойзонів, створених на основі дизайну Еда МакҐіннеса. Venomverse: War Stories вийшов паралельно з основним коміксом сюжетної лінії та вдруге оповідав про пойзонів. Комікс включав історію Карателя, написану та намальовану Декланом Шелві. Також пойзони були введені у сюжетній лінії «Отрута Ікс», кросовері між Venom та X-Men Blue, що сюжетно призвело до Venomized — продовження Venomverse, створену тими ж авторами.

## Сюжет
Після битви з Джеком Ліхтарем Веном раптово зникає та потрапляє в паралельний всесвіт, де його зустрічає місцева версія Доктора Стренджа. Він бере участь у війні між двома арміями — веномами та пойзонами. Веноми — це багато альтернативних версій персонажів Marvel Comics, кожен з яких заражений однойменним симбіонтом. Натомість пойзони харчуються тілами, що заражені симбіонтами, після чого і носій, і симбіонт перетворюється на пойзона. Так сталося і з Доктором Думом, який тепер очолює армію цих створінь. 
Пізніше Доктор Стрендж розуміє, що об'єднання веномів тільки призведе до їхнього масового знищення пойзонами. Задля уникнення масштабної війни він переміщує кожного з них у свій рідний всесвіт. Однак це було зроблено не вчасно, тому пойзони теж розселилися по мультивсесвіті і самостійно можуть досліджувати інші Землі. У фіналі виявляється, що Дум працював на зараженого Таноса. 

## Поза коміксів

### Відеоігри
- Деякі альтернативні версії персонажів, що стали пойзонами з'являються у мобільній відеогрі Spider-Man Unlimited.[6]